# ソライロアルキバト
ソライロアルキバト （学名：Claravis pretiosa）は、ハト目ハト科に分類される鳥類。

## 分布
メキシコ南東部からペルー北西部、アルゼンチン北部にかけて生息する留鳥。またトリニダード・トバゴにも生息する。